# Actinonine
L'actinonine est un agent antibactérien naturel qui a démontré une activité antitumorale.
Il a été démontré que l'actiononine inhibe l'enzyme peptide déformylase, essentielle chez les bactéries.